# Warsop
Warsop est une paroisse civile en Angleterre, située dans le district de Mansfield dans le Nottinghamshire.
La localité compte 12 653 habitants en 2019.